# École de bibliothécaires archivistes et documentalistes
L'École de bibliothécaires, archivistes et documentalistes (EBAD), est fondée à  Dakar et est un institut  de l'Université Cheikh Anta DIOP. Elle est placée sous la tutelle du Ministère de l'Enseignement Supérieur du Sénégal. Elle est fondée en 1962 sous le nom de Centre Régional de Formation des Bibliothécaires (CRFB) et devient en 1967, à la suite du décret No 67-1235 du 15 novembre 1967, l'École des Bibliothécaires, Archivistes et Documentalistes.
Elle forme depuis sa création les professionnels en sciences de l'information documentaire du Sénégal, de la sous région et de l'Afrique.

## Historique
Le décret du 15 novembre 1967 octroie à l'EBAD un statut d'institut d'université.
Sa création émane d'une chaîne de réunion. La première a lieu à Ibadan au Nigéria en 1953. Durant cette dernière, il a été mentionné pour la première fois le besoin de dispenser une formation professionnelle qui tiendrait compte des réalités des bibliothèques africaines. La deuxième aura lieu en 1961 à  Addis-Abeba en Éthiopie où l'UNESCO mettra l'accent sur la création de centres régionaux et nationaux. Le 28 mars 1962, un Centre Régional de Formation des Bibliothécaires de langue française, l’ancêtre de l'EBAD est créé au Sénégal. En 1967, le décret No 67-1235 du 15 novembre 1967 renomme le CRFB en l'École des Bibliothécaires, Archivistes et Documentalistes.
La jeune école aura pour mission de :
- de former, de perfectionner les personnels techniques de gestion et d'administration des services d'information documentaire des pays d'Afrique d'expression française ;
- de promouvoir et développer la recherche fondamentale appliquée dans le domaine des sciences de l'information et de la communication[1]

## Formation
L'entrée à l'EBAD se fait sur concours pour les locaux après obtention du baccalauréat. Les candidatures des étudiants étrangers sont admis par étude de dossier. De sa création à 2004, elle formait ses étudiants en deux cycles :
- premier cycle : au premier cycle, sont formés les cadres moyens qui seront chargés d'effectuer des tâches techniques dans les unités documentaires. Ces cadres sont formés pendant deux ans. Le premier cycle offrait une formation en trois sections : Bibliothèques créé en 1969, Archives créé en 1971 et la Documentation dans la même année que la section Archives
- Le second cycle : au second cycle, sont admis les étudiants sanctionnés du diplôme de premier cycle de l'EBAD avec trois années d’expériences professionnelles ou d'une licence. La formation au second cycle se fait en présentiel et est créée en 1983. En 2000 un projet nommé FORCIIR[3] permet l'enseignement à distance via internet au second cycle.

En 2005, le système LMD est introduit. Il permet la création du cursus licence, master professionnelle et doctorat en science de l'information documentaire. La licence permet aux trois sections de finir le premier cycle sur trois ans, soit six semestres. Les étudiants sélectionnés par la suite pour le mater professionnel (les cinq meilleurs des trois sections en fin de licence) terminent le second cycle sur deux ans, soit quatre semestres. La formation en master offre trois spécialisations : Ingénierie documentaire, Technologies de l'information et Valorisation du patrimoine documentaire. Le master est aussi proposé en formation à distance.
L'EBAD offre aussi des formations continues.

## Organisation et personnel
La direction de l'EBAD est composée d'un directeur, d'un directeur des études, et d'un Chef des services administratifs. Le reste du personnel est composé des enseignants permanents et des vacataires et du personnel administratif.

## Directeurs
- Djibril Diakhaté : octobre 2024 à nos jours
- Mouhamadou Moustapha Mbengue[4] : d'août 2018 à 2024
- Mamadou Diarra[5] : de 2012 à 2018
- Ibrahima LÔ[6] : 2006 - 2012
- Mbaye Thiam[7] : 1996 - 2006
- Ousmane Sané[8] : 1987 - 1996
- Henri Sène[8] : 1981-1987
- Amadou Alassane Bousso[9] : 1967-1981